# Септембарски погром
Септембарски погром или Истанбулски погром, је био погром директно усмерен против грчке мањине у Истанбулу 6. и 7. септембра 1955. Јевреји и Јермени који су живели у граду, као и њихове радње су такође били мета погрома, којим је руководила влада Демократске странке премијера Аднана Мендереса.
У периоду од 9 часова, истанбулска грчка заједница је дошла под ударе турске руље, чији је велики део камионима довожен у град за овај догађај. Иако заговорници погрома нису јавно позвали на убијање Грка, између 13 и 16 Грка и најмање један Јермен (укључујући два православна свештеника) је умрло током или после погрома као последица пребијања и паљења кућа.
32 Грка је тешко рањено. Као додатак, десетине Гркиња су биле силоване, а велики број мушкараца је обрезан од стране руље. Физичка и материјална штета је била значајна и више од 2.348 грчких радњи, 110 хотела, 27 апотека, 23 школа и 73 цркве и више од хиљаду грчких кућа је тешко оштећено или уништено.
Процене штете варирају од 69,5 милиона турских лира које је наводила турска влада, преко 100 милиона британских фунти коју су помињали британски дипломатски извори, затим 150 милиона америчких долара колико је проценио Светски савез цркава, све до 500 милиона долара колико је проценила грчка влада.
Немири су убрзали процес исељавања који су довели до нестанка грчке мањине у Турској. Од 200.000 колико је бројала 1924, у 2006. грчка заједница у Истанбулу је процењена на тек више од 2.500 лица.
Повод за нереде су биле грчко-турске размирице око статуса Кипра. Турска влада је организовала ове нереде и створила је атмосферу за линчовање кроз медије и уз помоћ организованог бомбашког напада на турски конзулат у Солуну.
Светска јавност није одреаговала на ова дешавање и све то је са стране мирно посматрала.